# 裴德盛
裴德盛（丹麥語：Friis Arne Petersen，直译弗里斯·阿尔内·彼得森，1952年11月25日—），丹麦外交官，历任丹麦王国驻美大使、驻华大使和驻德大使。

## 生平
裴德盛1952年生于丹麦北部城镇斯卡恩。1978年6月毕业于哥本哈根大学，获经济学硕士学位。裴德盛夫人为一名教师，育有一子两女。自1995年，裴德盛还常在丹麦及美国的数所大学授课。

### 外交工作
1978年，任国家审计署处长。1979年，进入丹麦外交部工作。后历任外交部经济事务处处长、外交部政治经济事务处处长、丹麦驻埃及大使馆一等秘书、经济事务司处长等职。1986年至1994年，连续担任两位外交大臣的办公室人事主管。1994年，任外交部俄罗斯及东欧事务司司长。1995年任外交和安全政策副国务秘书。1997年起任外交事务常务国务秘书，兼任欧盟部长理事会外交部长代表。2005年10月3日，改任丹麦驻美国大使。2010年9月1日，任丹麦王国驻中国大使（兼驻蒙古）。2015年8月15日，改任丹麦驻德国大使（兼驻瑞士和列支敦士登）。

## 荣誉

### 丹麦勋章奖章
- 丹麦国旗指挥官勋章[1]
- 丹麦国旗一等指挥官勋章（2003年1月1日[1]）
- 金质格陵兰贡献奖章（丹麥語：Nersornaat）（丹麦属格陵兰，2003年2月17日[2]）

### 外国勋章奖章
- 二等圣母玛利亚之地十字勋章（英语：Order of the Cross of Terra Mariana）（爱沙尼亚，2004年2月5日批准，2004年3月31日颁发[3]）
- 圣米迦勒及圣乔治爵级大十字勋章（英国）

### 其他
- 中国人民对外友好协会：“人民友好使者”荣誉称号（2015年6月26日于北京授予[4] ）